# Pant

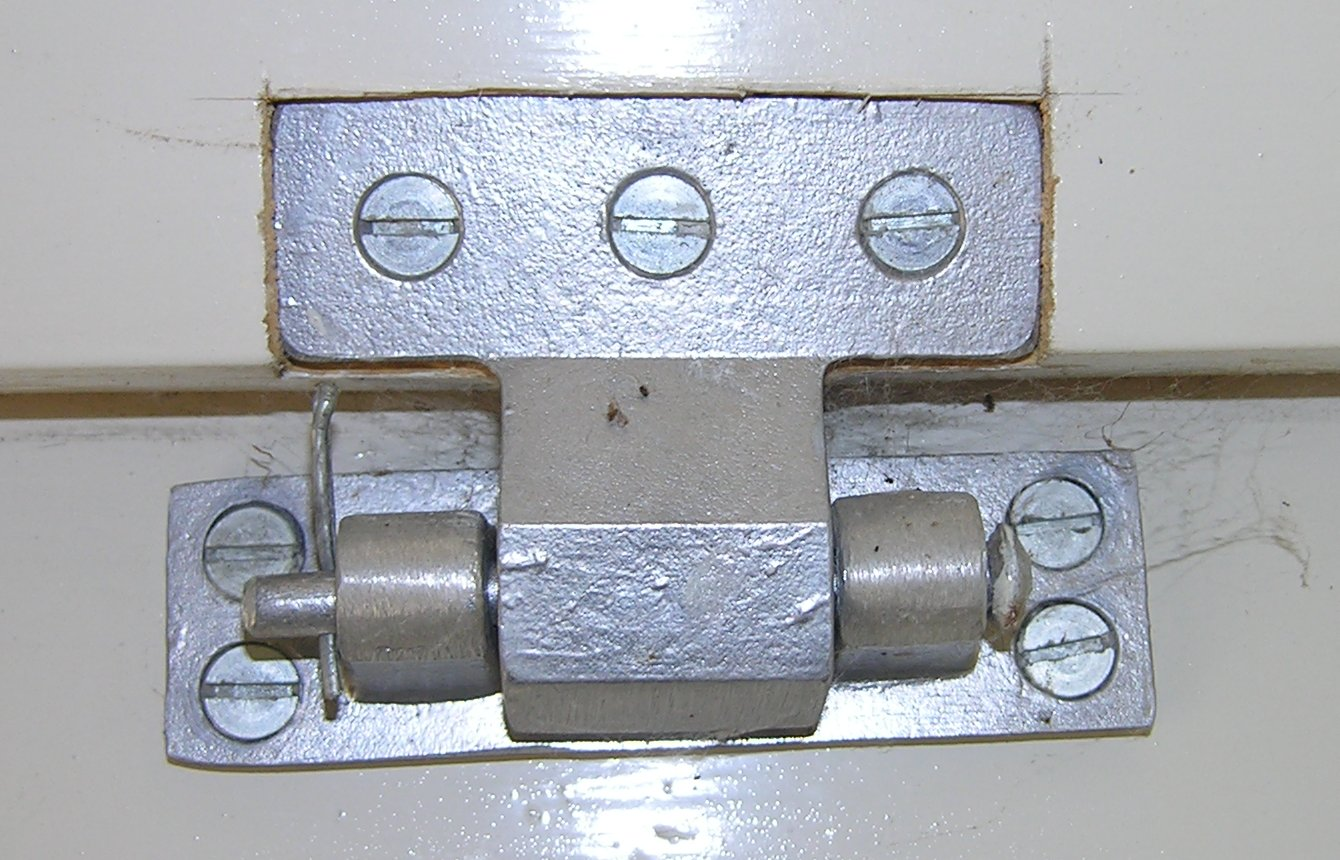
Násuvný pant, u kterého je z jedné strany trn zakončen hlavičkou a z druhé zajištěn závlačkou

Pant neboli závěs je mechanické zařízení skládající se z více částí, které umožňuje pohyblivé zavěšení nejčastěji dveří a oken a jejich následný rotační pohyb. Existuje velké množství typů pantů, které se od sebe liší způsobem uchycení, ale také způsoby dovření dveří nebo dvířek. V některých případech se trn zasunuje, v jiných je již napevno umístěn. Další typy pantů, zejména naložené, polonaložené i vložené nábytkové panty žádný trn nemají.
Dveře a okna se do pantů takzvaně nasazují. Na spodní pant (obrácený trnem vzhůru) je nasazen horní pant, který obsahuje místo pro trn.
Často se stává, že při násilném otevírání dveří jsou ze zárubně panty vyrvány.[zdroj?] Je to způsobeno špatným uchycením závěsu dveří.[zdroj?]